# Лір (Талеш)
Лір (перс. لير) — село в Ірані, у дегестані Кухестані-є-Талеш, у Центральному бахші, шагрестані Талеш остану Ґілян. За даними перепису 2006 року, його населення становило 130 осіб, що проживали у складі 25 сімей.

## Клімат
Середня річна температура становить 11,37 °C, середня максимальна – 25,98 °C, а середня мінімальна – -3,44 °C. Середня річна кількість опадів – 514 мм.
| Клімат поселення                              | Клімат поселення | Клімат поселення | Клімат поселення | Клімат поселення | Клімат поселення | Клімат поселення | Клімат поселення | Клімат поселення | Клімат поселення | Клімат поселення | Клімат поселення | Клімат поселення | Клімат поселення |
| Показник                                      | Січ.             | Лют.             | Бер.             | Квіт.            | Трав.            | Черв.            | Лип.             | Серп.            | Вер.             | Жовт.            | Лист.            | Груд.            |                  |
| Середній максимум, °C                         | 8,53             | 7,58             | 9,59             | 14,60            | 19,44            | 23,84            | 25,98            | 25,52            | 21,15            | 17,68            | 12,15            | 8,86             |                  |
| Середня температура, °C                       | 3,01             | 2,07             | 4,09             | 9,10             | 13,95            | 18,34            | 21,74            | 21,28            | 16,91            | 13,44            | 7,92             | 4,63             |                  |
| Середній мінімум, °C                          | −2,49            | −3,44            | −1,42            | 3,59             | 8,41             | 12,83            | 17,49            | 17,05            | 12,67            | 9,21             | 3,68             | 0,39             |                  |
| Норма опадів, мм                              | 39               | 37               | 56               | 56               | 51               | 26               | 14               | 20               | 44               | 71               | 53               | 47               |                  |
| Середньомісячна швидкість вітру, м/с          | 2.19             | 2.52             | 2.52             | 2.62             | 2.28             | 2.14             | 2.42             | 2.29             | 1.96             | 2.04             | 2.22             | 2.05             |                  |
| Середньомісячна сонячна радіація, кДж/м²·день | 7019             | 9527             | 11711            | 15937            | 19583            | 22409            | 23224            | 19695            | 16299            | 11341            | 8476             | 6589             |                  |
| --------------------------------------------- | ---------------- | ---------------- | ---------------- | ---------------- | ---------------- | ---------------- | ---------------- | ---------------- | ---------------- | ---------------- | ---------------- | ---------------- | ---------------- |
| Джерело:                                      |                  |                  |                  |                  |                  |                  |                  |                  |                  |                  |                  |                  |                  |